# Lycomorphoides simulans
Lycomorphoides simulans là một loài bọ cánh cứng trong họ Cerambycidae.